# Texashat
 Denne artikel bør gennemlæses af en person med fagkendskab for at sikre den faglige korrekthed.
    Bemærk, at der er en diskussion om navnet på diskussionssiden.

En texashat er en målebæger til opsamling og måling af urin. Texashatten bliver brugt af sundhedspersonale til pleje og behandling af patienter, der har problemer med at tisse eller har andre sygdomme, hvor urinen skal måles. En texashat er oftest af rengøringsvenligt plast og sættes fast i en wc-kumme, hvorefter patienten tisser i den.